# Brandon Dubinsky
Brandon Dubinsky, född 29 april 1986 i Anchorage, Alaska, USA, är en amerikansk ishockeyspelare som spelar i NHL med Columbus Blue Jackets. Efter att ha blivit vald som 60:e spelare totalt i 2004 års NHL-draft spelade han största delen av säsongen 2006–07 i Rangers farmarlag Hartford Wolf Pack i AHL för att säsongen efter ta en ordinarie plats i Rangers.

## Biografi

### Klubblagskarriär
Dubinsky började spela ishockey som barn i Anchorage och tog examen från Service High School 2004. Han spelade juniorhockey med Portland Winter Hawks i WHL i fyra år och togs ut i WHL:s andra All-Starlag vid två tillfällen.
8 mars 2007 gjorde han sin NHL-debut för New York Rangers i en match mot New York Islanders. Han gjorde sitt första mål på Marc-Andre Fleury i Pittsburgh Penguins 8 november samma år assisterad av Nigel Dawes (assisten blev Dawes första i NHL) i en 4-2-seger. Dubinsky utsågs till matchens tredje stjärna.
Dubinsky valdes som en av sexton rookies ut att delta i 2008 års YoungStars Competition vid NHL:s 56:e All Star-match i Atlanta. Han gjorde två mål och hade en assist och blev vald till YoungStars mest värdefulla spelare.
4 april 2008 fick Dubinsky motta Steven McDonald Extra Effort Award för säsongen 2007/200–08. Priset delas årligen ut till den Rangersspelare som uträttar mer än vad man kan kräva av honom och bär namn efter en polis vid New York City Police Department som efter en skottlossning i tjänsten förlorade känseln från nacken och nedåt och därmed blev tetraplegisk. Samma kväll blev han även av sina lagkamrater utsedd till årets bästa rookie.
13 april 2008 gjorde han sina två första slutspelsmål i den tredje matchen i matchserien mot New Jersey Devils i Stanley Cup-slutspelets Eastern Conference-kvartsfinaler. Dubinsky gjorde även matchseriens sista mål när han gjorde mål i öppet mål i sista minuten av match 5.
Säsongen 2010–11 blev han för första gången Rangers bästa poängplockare och målgörare, och satte personlig rekord i både poäng, mål och assist under en säsong. På 77 grundseriematcher gjorde han 24 mål och 30 assist för totalt 54 poäng.
23 juli 2012 blev Dubinsky trejdad till Columbus Blue Jackets.

### Landslagskarriär
Efter NHL-säsongen 2007–08 deltog Dubinsky i sin första VM-turnering när han blev uttagen i USA:s lag till VM 2008. 12 maj gjorde han ett hattrick i en match mot Norge som USA vann med 9-1. Han spelade fyra matcher under turneringen.
Dubinsky spelade sin andra VM-turnering vid VM 2010. Efter att ha gjort 3 mål och 7 assist för totalt 10 poäng på 6 matcher kom han på andra plats i turneringens poängliga, två poäng bakom Rysslands Ilja Kovaltjuk.

## Statistik

### Klubbkarriär
| 2002–03    | Portland Winter Hawks | WHL        | 44  | 8   | 18  | 26  | 35  | 7  | 2  | 2  | 4  | 10 |
| 2003–04    | Portland Winter Hawks | WHL        | 71  | 30  | 48  | 78  | 137 | 5  | 0  | 2  | 2  | 6  |
| 2004–05    | Portland Winter Hawks | WHL        | 68  | 23  | 36  | 59  | 160 | 7  | 4  | 5  | 9  | 8  |
| 2005–06    | Portland Winter Hawks | WHL        | 51  | 21  | 46  | 67  | 98  | 12 | 5  | 10 | 15 | 24 |
| 2005–06    | Hartford Wolf Pack    | AHL        | –   | –   | –   | –   | –   | 11 | 5  | 5  | 10 | 14 |
| 2006–07    | Hartford Wolf Pack    | AHL        | 71  | 21  | 22  | 43  | 115 | 7  | 1  | 3  | 4  | 12 |
| 2006–07    | New York Rangers      | NHL        | 6   | 0   | 0   | 0   | 2   | –  | –  | –  | –  | –  |
| 2007–08    | New York Rangers      | NHL        | 82  | 14  | 26  | 40  | 79  | 10 | 4  | 4  | 8  | 12 |
| 2008–09    | New York Rangers      | NHL        | 82  | 13  | 28  | 41  | 112 | 7  | 1  | 3  | 4  | 18 |
| 2009–10    | New York Rangers      | NHL        | 69  | 20  | 24  | 44  | 54  | –  | –  | –  | –  | –  |
| 2010–11    | New York Rangers      | NHL        | 77  | 24  | 30  | 54  | 100 | 5  | 2  | 1  | 3  | 2  |
| 2011–12    | New York Rangers      | NHL        | 77  | 10  | 24  | 34  | 110 | 9  | 0  | 2  | 2  | 14 |
| 2012–13    | Alaska Aces           | ECHL       | 17  | 9   | 7   | 16  | 22  | —  | —  | —  | —  | —  |
| 2012–13    | Columbus Blue Jackets | NHL        | 29  | 2   | 18  | 20  | 76  | —  | —  | —  | —  | —  |
| 2013–14    | Columbus Blue Jackets | NHL        | 76  | 16  | 34  | 50  | 98  | 6  | 1  | 5  | 6  | 6  |
| 2014–15    | Columbus Blue Jackets | NHL        | 47  | 13  | 23  | 36  | 43  | —  | —  | —  | —  | —  |
| 2015–16    | Columbus Blue Jackets | NHL        | 75  | 17  | 31  | 48  | 71  | —  | —  | —  | —  | —  |
| WHL totalt | WHL totalt            | WHL totalt | 234 | 82  | 148 | 230 | 430 | 31 | 11 | 19 | 30 | 48 |
| AHL totalt | AHL totalt            | AHL totalt | 71  | 21  | 22  | 43  | 115 | 18 | 6  | 8  | 14 | 26 |
| NHL totalt | NHL totalt            | NHL totalt | 620 | 129 | 238 | 367 | 745 | 37 | 8  | 15 | 23 | 52 |

### Webbkällor
- ”Brandon Dubinsky”. Eliteprospects.com. http://www.eliteprospects.com/player.php?player=11024. Läst 17 april 2011.

### Fotnoter
1. ↑  ”Brandon Dubinsky”. whl.ca. Arkiverad från originalet den 2 januari 2011. https://web.archive.org/web/20110102174157/http://www.whl.ca/roster/show/id/3014. Läst 17 april 2011.
2. ↑  ”Rangers Show Off Their Skills; Dubinsky YoungStars MVP”. newyorkrangers.com. 26 januari 2008. Arkiverad från originalet den 1 mars 2008. https://web.archive.org/web/20080301182421/http://rangers.nhl.com/team/app/?service=page&page=NewsPage&articleid=351375. Läst 16 februari 2008.
3. ↑  ”2010-2011 - Regular Season - New York Rangers”. nhl.com. http://www.nhl.com/ice/playerstats.htm?fetchKey=20112NYRSASAll&sort=goals&viewName=points. Läst 17 april 2011.
4. ↑  ”Scoring Leaders”. iihf.com. http://stats.iihf.com/Hydra/230/IHM230000_85B_15_0.pdf. Läst 25 maj 2010.